# تک لایه‌های مقاوم در برابر تبخیر
با وجود اینکه حدود 75 درصد سطح زمین از آب پوشیده شده است، تنها حدود یک درصد آن آب‌های شیرین است، که بیشتر در دریاچه‌ها، رودخانه‌ها، رودها، یخچال‌ها و آب‌های زیرزمینی قرار دارند. فشار حداکثری زیادی بر این منابع به خاطر آلودگی‌های محیط زیستی، گرم شدن زمین و رشد زیاد جمعیت وارد می‌شود. یکی از راه‌کار‌ها برای کنترل بهتر تلفات تبخیر آب‌های شیرین، پخش تک لایه‌های مصنوعی روی مخازن آب است.

شکل ۱ - نمایشی از تک لایه‌ها

تک لایه‌ها، لایه‌های مولکولی منفرد (حدود 2 میلیونم میلی‌متر ضخامت) هستند، که از یک ماده آلی نامحلول یا کم‌محلول در آب درست شده‌اند که دارای سرگروه آب‌دوست و دم آبگریز هستند (به شکل 1 توجه کنید) و با پیوند یونی به هم متصل شده‌اند. این تک لایه‌ها به صورت لایه‌ای نامرئی پخش خواهند شد (یا خودآرایی ) و به شکل یک فیلم نازک روی سطح آب قرار می‌گیرند. هدف از استفاده‌ی این مواد کاهش هدررفت تبخیر آب از سدها و مخازن است.

## سازوکار
مکانیسم خاصی که زیربنای مقاومت تک لایه‌ها در برابر تبخیر می‌باشد، به مانع فیزیکی تشکیل شده از حضور این مواد در سطح آب نسبت داده می‌شود ( به شکل 2 توجه کنید). میزانی که یک ماده می‌تواند در برابر تبخیر مقاومت کند، در بهترین شکل به صورت مورد به مورد بررسی می‌شود، با این حال، تعدادی فرمول‌های تجربی بدست آمده نیز گزارش شده است که در این تحقیق به آن‌ها پرداخته نمی‌شود.

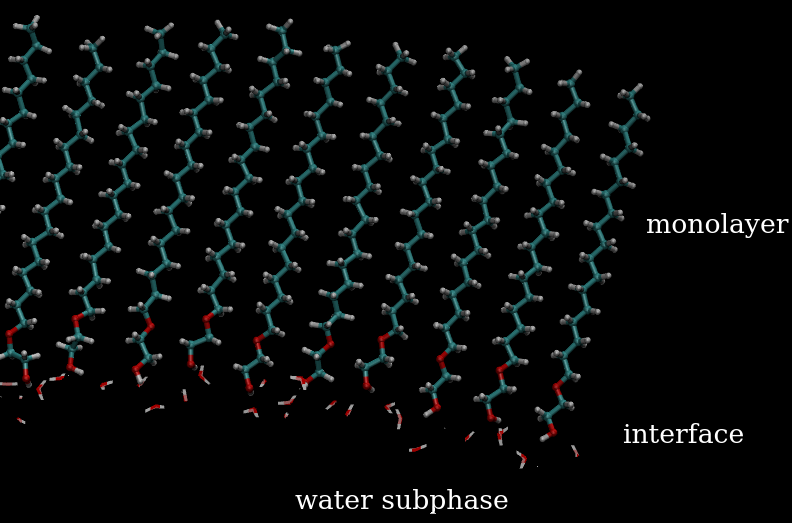
شکل ۲ - مقطع سلول شبیه سازی حاوی تک لایه اتیلن گلیکول مونواکتادسیل اتر (C18E1) روی آب. رنگ آبی نشان دهنده‌ی اتم‌های کربن، قرمز اکسیژن و سفید هیدروژن است.

قبل از پیدایش تکنیک‌های جدید طیف‌سنجی سطحی مانند میکروسکوپ زاویه‌ای بروستر (BAM) و بازتاب سنجی اشعه ایکس با وقوع یک نگاه (GIXD) تصور می‌شد، بزرگترین عامل موثر بر مقاومت تک لایه‌ها در برابر تبخیر، فاصله بین‌مولکولی در مولکول‌های تک لایه است. همچنین تصور می‌شد هنگامی که چگالی سطح تک لایه به اندازه کافی کوچک باشد، مولکول‌های آب از فضای بین مولکول‌های تک لایه عبور می‌کنند. با این حال، نتایج بدست آمده از پراکندگی و تصویربرداری‌های جدید نشان داد که فاصله بین مولکولی در مولکول‌های تک لایه اساساً ثابت و بدون تغییر باقی می‌ماند و احتمال رخ دادن تبخیر آب در مرزهای دامنه بیشتر است. پس عامل مقاومت یک تک لایه در برابر تبخیر آب، توانایی محکم ماندن علی‌رغم تغییرات فشار سطحی و چسبیدن به سطح آب و مولکول‌های مجاور می‌باشد.

## تاریخچه
در سال 1917 ایروینگ لانگمویر ساختار هندسی یک فیلم تک لایه‌ی روی آب را به دقت بررسی کرد، که به خاطر این تحقیقات در سال 1932 میلادی جایزه نوبل شیمی را کسب کرد. خواص تک لایه‌ها اولین بار توسط Rideal در دهه‌ی 1920 برای مقاومت در برابر تبخیر آب بررسی و گزارش شد. سپس در دهه‌ی 1940 لانگمویر و شافر مقاومت تبخیر و وابستگی آن به دما را مورد بررسی قرار دارند و نتایج را به صورت کمی گزارش کردند. در ادامه این تحقیقات به طور گسترده‌تری توسط آرچر و لامر در دهه‌ی بعد ادامه پیدا کرد، که وابستگی به فشار سطح، طول زنجیره، فاز تک لایه، ترکیب زیر فاز و دمای سطح را به صورت جزئی‌تری توصیف کردند.
همچنین آزمایش‌هایی میدانی در مقیاس بزرگ در این دوره توسط منسفیلد در استرالیا  انجام می‌شد. گزارش‌های او نشان داد که نتایج مشاهده شده در محیط‌های آزمایشگاهی نمی‌توانند در شرایط دنیای واقعی تکرار شوند، زیرا گرد و غبار و باد تأثیر نامطلوبی در نتایج بدست آمده در محیط کنترل شده‌ی آزمایشگاه دارند.
در دهه‌های بعد، تلاش‌های تحقیقاتی محققان بر روی مواد تک لایه چند جزئی مانند هگزادکانول + اکتادکانول،  تغییر تعداد کربن‌ها در زنجیره آلیفاتیک،  متمرکز شد، که بعداً، نتایج تحقیقات نشان داد که افزودن سورفکتانت‌های پلیمریزه شده برای افزایش پایداری تک لایه‌ها در برابر تبخیر نتایج امیدوار کننده‌ی زیادی به همراه داشت.
علی‌رغم پیشرفت‌های زیاد در زمینه‌ی شناخت تک لایه‌ها، برای تولید آن‌ها روش‌های بهتری مانند روش‌های توزیع تک لایه مورد نیاز است، اگرچه در حال حاضر هیچ راه‌حلی برای این مشکلات وجود ندارد.
با وجود تحقیقات زیاد در این زمینه در طول قرن بیستم، هنوز هیچ محصول بادوام، موثر و ارزانی توسط شرکت‌ها به بازار ارائه نشده است. با این حال، اخیراً پیشرفت‌ها در استفاده از تکنیک‌های آزمایشی، مدل‌سازی و تکنولوژی‌های نوین باعث افزایش درک محققین در مورد تک لایه‌ها شده است.

## پیشرفت‌های اخیر
در ابتدای قرن بیستم در طول یک خشکسالی طولانی در استرالیا، دانشمندان تعداد زیادی از مؤسسات تحقیقاتی، از جمله Pr. David Solomon (دیوید سولومون، مخترع اسکناس پلیمری)،  تصمیم گرفتند محصولی کارآمد، مقاوم در برابر اثرات مضر باد، و مقرون به صرفه بسازند که با این مشکل تبخیر آب و تشدید خشکسالی تا حدودی مقابله کنند. آن‌ها علاوه بر آزمایش‌های میدانی در مقیاس کوچک و بزرگ، تکنیک‌های جدیدی را نیز به کار بردند. برای مثال یک مخزن تبخیر جدید با یک سیستم آب و هوای کنترل‌شده برای بازسازی اثرات باد و امواج طراحی،  و از مدل‌سازی‌های محاسباتی برای اولین بار در تحقیقات این چنینی برای ارتباط دینامیکی و هندسی استفاده کردند.
نتایج بدست آمده با بررسی تبخیر در سطح ماکروسکوپی نشان داد که، خواص در سطح اتمی با استفاده از اتیلن گلیکول مونوکتادسیل اتر به طور قابل توجهی تغییر می‌کند و مقاومت در برابر تبخیر را در حضور باد کاهش می‌دهد و افزودن یک پلیمر محلول در آب می‌تواند کارایی آن را بهتر و به سطح بالاتری ارتقا دهد.
یکی از نمونه پژوهش‌های انجام شده بر روی تک لایه‌ها در کشور سنگاپور بر روی ماده‌ای به نام Water$aver بوده است. در این پژوهش از یک مخزن Bedok با مساحت 84 هکتار، ظرفیت 12.8 میلیون مترمربع، عمق متوسط حدود 9 متر، حداکثر عمق 18.2 متر، طول خط ساحلی حدود 4.3 کیلومتر و در شرایط گرمسیری استفاده شده است. در این آزمایش برای ایجاد شرایط طبیعی و بررسی اثرات واقعی پدیده‌هایی نظیر باد و گرد و غبار، بر روی مخزن Bedok، چهار اپلیکاتور خودکار Water$aver M60R تولید شده توسط شرکت Global Equipment Services استرالیا استفاده شده است. هر یک از این پخش کننده‌ها ظرفیت 50 تا 60 کیلوگرم از این ماده را دارند و برای پوشش حدود 20 هکتار از سطح مخزن به کار گرفته می‌شوند. این واحدها را می‌توان به گونه‌ای تنظیم کرد که در هر زمان با استفاده از باتری‌های خورشیدی، مخزن را با Water$aver به طور خودکار پر کنند.
در نهایت نتایج بدست آمده به این صورت بود که Water$aver، حدود 30 درصد از آب از دست رفته به دلیل تبخیر را ذخیره می‌کند. بنابراین، Water$aver می‌تواند به یک روش بسیار مقرون به صرفه و کاربردی در به حداکثر رساندن ذخیره آب کشور سنگاپور و سایر کشورها تبدیل شود و این کار هیچ گونه تأثیر منفی بر سلامت عمومی، محیط زیست یا کیفیت آب مصرفی ندارد.

## محصولات تجاری
WaterGuard ساخته شده توسط شرکت Aquatain یک ماده مبتنی بر پلیمر می‌باشد که تبخیر آب را کاهش می‌دهد. همچنین از محصولات دیگر می‌توان به Solarpill  و Water$aver اشاره کرد.
Water$aver یک محصول تجاری است که با موفقیت در استرالیا، ایالات متحده و کشورهای دیگر آزمایش شده است. این محصول یک پودر سفید بدون بو می‌باشد که به طور خودکار و سریع روی سطح آب پخش می‌شود و لایه‌ای نامرئی و نازک به اندازه مولکول تشکیل می‌دهد. این ماده ترکیبی از هیدروکسید کلسیم (آهک هیدراته Ca(OH2))، استریل الکل (C18H37OH) و ستیل الکل (C16H33OH) است که می‌تواند تبخیر سطحی آب را 20 تا 50 درصد کاهش دهد.

## جستار‌های وابسته
- تک لایه خود مونتاژ شده
- تک لایه ها
- فیلم نازک
- ایروینگ لانگمویر
- خودآرایی
- هگزادکانول